# Вінтроп Нельсон Френсіс
Вінтроп Нельсон Френсіс (23 жовтня 1910 — 14 червня 2002) — американський письменник, лінгвіст і професор університету. Викладав на факультетах Коледжу Франкліна і Маршалла та Університету Брауна, де спеціалізувався на англійській мові та корпусній лінгвістиці. Відомий своєю роботою з укладання збірки текстів під назвою «Стандартний корпус сучасної американської англійської мови Браунського університету», яку він завершив разом з Генрі Кучерою.

## Життєпис
Вінтроп Нельсон Френсіс народився 23 жовтня 1910 року у Філадельфії, штат Пенсильванія. Обоє його батьків були родом з Нової Англії. Його мати виросла в Кале, штат Мен. Його мати відвідувала коледж Веллслі і викладала в державній школі в Бостоні, а потім вийшла заміж за батька Френсіса і переїхала до Філадельфії. Його батько, Джозеф Сідні Френсіс, був математиком та інженером. Френсіс виріс у районі Джермантаун у Філадельфії, де відвідував державну школу Чарльза В. Генрі та приватну школу Пенн Чартер.
У 1931 році він отримав ступінь бакалавра в Гарвардському університеті, де спеціалізувався на літературі, зосередившись на вивченні англійської, грецької, латинської та французької мов. Пізніше він навчався в Університеті Пенсильванії, де в 1937 році отримав ступінь доктора філософії в галузі англійської мови. Його докторська дисертація представляла відредагований ним середньоанглійський текст 14-го століття з розлогим вступом про текстове редагування. У 1939 році професор і дослідник середньоанглійської мови Карлтон Браун прочитав його дисертацію, забрав її до Англії і представив Мейбл Дей з Товариства давньоанглійських текстів. У 1942 році рукопис був опублікований видавництвом Оксфордського університету.

## Професійний досвід

### Наукова діяльність
Після закінчення Пенсільванського університету Френсіс приєднався до професорсько-викладацького складу Коледжу Франкліна і Маршалла, де викладав англійську мову. У 1957 році він очолив факультетський комітет, який переглянув навчальну програму коледжу. Наступного року його призначили завідувачем кафедри англійської мови. Його перша книга «Структура американської англійської мови» була опублікована в 1958 році. Його наукова робота над різновидами англійської мови також включала упорядкування, написання та редагування видання «Книги пороків і чеснот» 14-го століття для Товариства давньоанглійських текстів. Він був удостоєний дослідницької стипендії Фулбрайта і проводив польові дослідження в Норфолку, Англія, між 1956 і 1957 роками для Огляду англійських діалектів, який укладався в Університеті Лідса.
У 1962 році він приєднався до факультету Браунського університету як професор лінгвістики та англійської мови. 1964 року він почав працювати над спільним мовним проєктом Браунського університету та коледжу Туґалу, який тривав до 1968 року. Проєкт застосовував лінгвістичні принципи у навчальній програмі стандартної американської англійської мови для афроамериканських першокурсників коледжу Туґалу. Після завершення проєкту він очолив кафедру лінгвістики і працював на цій посаді до 1976 р. Хоча на той час він офіційно вийшов на пенсію зі званням почесного професора, він продовжував викладати історичну та порівняльну лінгвістику та консультувати студентів. У 1987 році він був призначений головою новоствореної кафедри когнітивних та лінгвістичних наук Брауна. Свій останній курс у Брауні він викладав у 1990 році.

### Письменницька діяльність

#### Браунський корпус
Вступивши на факультет Брауна, Френсіс прослухав курс комп'ютерної лінгвістики у Генрі Кучера, який викладав на слов'янському відділенні. На початку 1960-х років вони почали співпрацювати над укладанням комп'ютеризованого зрізу американської англійської мови обсягом в один мільйон слів, який отримав назву Brown Standard Corpus of Present-Day American English, але більш відомий як Браунський корпус. Робота над ним тривала з 1963 по 1964 рік, з використанням книг, журналів, газет та інших відредагованих джерел інформативної та художньої прози, опубліковані в 1961 році. Після завершення роботи «Корпус Брауна» був опублікований у 1964 році. Кожне слово в корпусі позначене частиною мови та категорією тематики його джерела. Отримавши розповсюдження по всьому світу, корпус став зразком для подібних проєктів в інших мовах і основою для численних наукових досліджень, серед яких «Частотний аналіз вживання англійської мови» Френсіса і Кучера, опублікований у 1967 році.

#### Бізнес
У 1977 році Френсіс став співзасновником Міжнародного комп'ютерного архіву сучасної та середньовічної англійської мови (ICAME) в Університеті Осло. Організація стала дистриб'ютором Корпусу Брауна. Йому двічі були присвячені корпоративні публікації під назвою ICAME News та ICAME Journal. У 1986 році інформаційний бюлетень визнав його роботу на індивідуальній основі, а десять років по тому журнал опублікував «Данина пам'яті В. Нельсону Френсісу та Генрі Кучері».

## Опубліковані праці

### Книги
- Редактор, "Книга про вади та чесноти: Переклад чотирнадцятого століття «Somme le Roi» Лоренса д'Орлеана (Товариство давньоанглійських текстів #217) (Оксфорд, Велика Британія: Видавництво Оксфордського університету, 1942)
- Структура американської англійської мови (з розділом про американські діалекти англійської мови Равена І. МакДевіда-молодшого) (Нью-Йорк: Рональд Прес, 1958)
- Історія англійської мови (Нью-Йорк: W.W. Norton, 1963)
- Англійська мова: Вступ (Нью-Йорк: W.W. Norton, 1963, 1965) LCCN 63-15500 (без ISBN)
- Композиційний аналіз сучасної американської англійської мови (з Генрі Кучерою) (Провіденс: Видавництво Браунського університету, 1967)
- Частотний аналіз вживання англійської мови: Лексика та граматика (з Генрі Кучерою) (Бостон: Гоутон Міффлін, 1982) ISBN 0-395-32250-2
- Діалектологія: Вступ (Лондон і Нью-Йорк: Лонгман, 1983) ISBN 9780582291171